# Bíborszínű medvelepke
A bíborszínű medvelepke (Rhyparia purpurata) a kvadrifid bagolylepkefélék családjába tartozó, Eurázsiában honos lepkefaj. 

## Megjelenése
A bíborszínű medvelepke szárnyfesztávolsága 4,2-5,5 cm. Fejét és torát hosszú sötétsárga szőrzet borítja. Potroha narancssárga, ritkás és hosszabb sárgás szőrökkel; a felső oldal közepén és a légzőnyílásoknál fekete foltok látható. A potroh alsó oldala és a combok pirosak, a lábszárak barnák. A hím csápja hosszan fésűs, a nőstényé fogazott. Az elülső szárny sötét citromsárga vagy tojássárga, sokszor kissé pirosas árnyalattal, az elülső szegély éle sötétebb. A szárnyakon számos kisebb sötét, szabálytalan folt található; ezek az elülső szegély mentén élesek és nagyok, színük szürke sötétebb körvonallal. A középső foltok többnyire kicsik, de nagyságuk változó, vannak szinte teljesen rajzolat nélküli példányok is. A hátulsó szárny élénkpiros, az erek mentén változó erősségű sárgás behintéssel, tövük és a belső szegély szőrzete sárga. Számos nagy, szögletes, fekete folt található rajtuk. A szárnyak fonákja sárga vagy sárgásvörös, nagy területű pirosas behintéssel, sorokba rendeződő kisebb-nagyobb fekete foltokkal. A szárnyak rojtja sárga. 
Az elülső szárnyon a foltok intenzitása változékony.
Petéi félgömb alakúak, sárga színűek.  
Hernyója szürke, hátán sárga, oldalán szaggatott, piszkossárga vonalakkal. Erős szőrzete piszkosfehér, a háton rőtvörös, néha élénk citromsárga. Bábja sötétbarna, fényes.

### Hasonló fajok
Magyarországon nem él más, hasonló lepke.

## Elterjedése
Eurázsiában honos, az Ibériai-félszigettől a Távol-Keletig. A Brit-szigetekről és Skandináviából hiányzik. Magyarországon helyenként gyakori, a domb- és hegyvidékeken, illetve a Dunántúl síkvidékein fordul elő, de az Alföldre is elkóborolhat. 

## Életmódja
Magas füvű, kórókban gazdag, tápanyagszegény talajú rétek, mocsárrétek, ligeterdők, patakvölgyek, parlagok lakója. 
Évente egy nemzedéke nő fel, imágóit május végétől júliusig lehet látni. Éjszaka aktív, de könnyű felzavarni és hímjei nappal is repülhetnek. Hernyója polifág, főleg galajon, szedren, seprőzanóton él, de előfordul csalánon, tölgyön, fűzön, csonthéjas gyümölcsfákon is. A hernyó áttelel, majd április végén, májusban kövek alatt, száraz fűcsomókban szürkéssárga szövedékben bebábozódik.

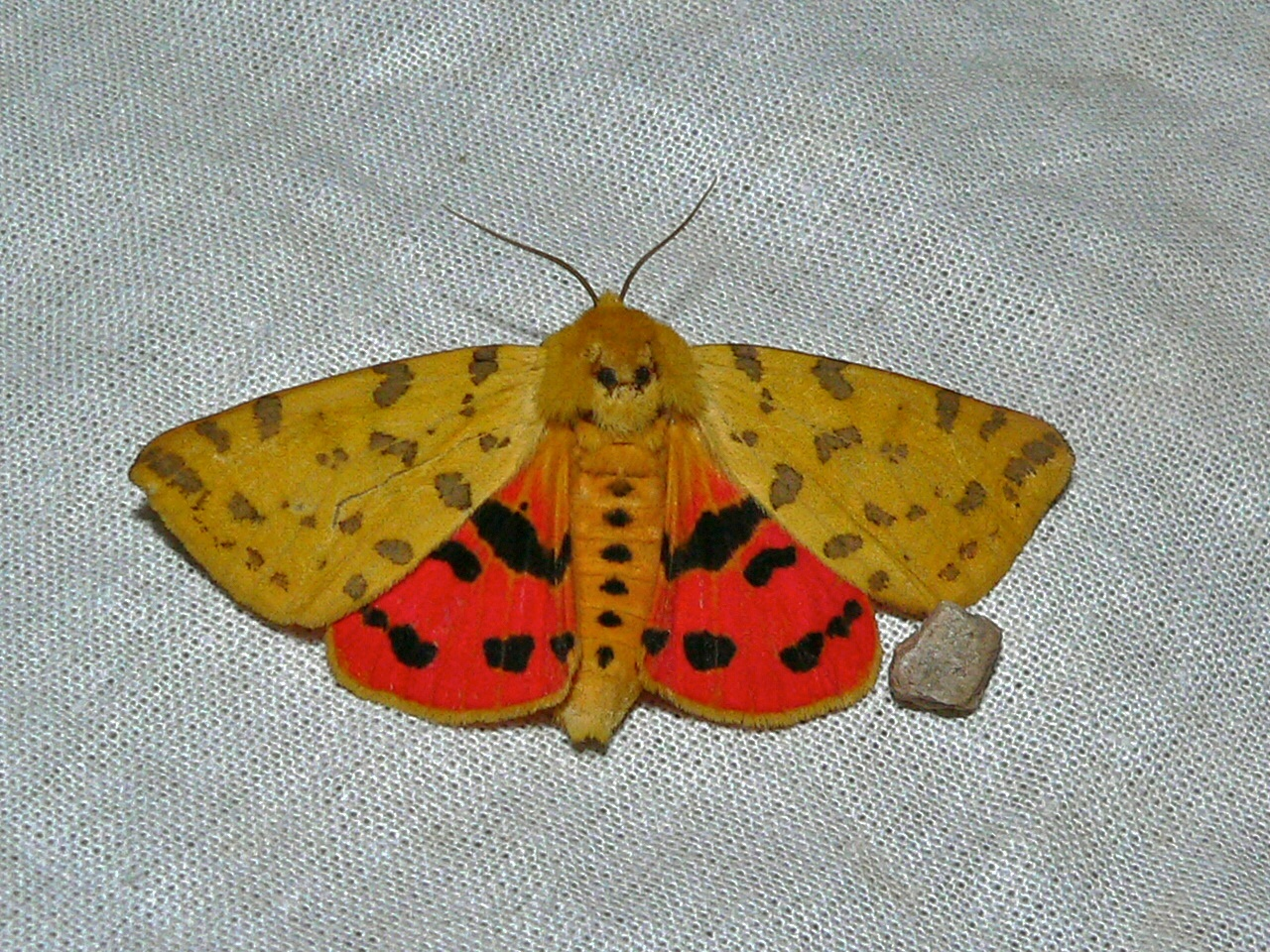
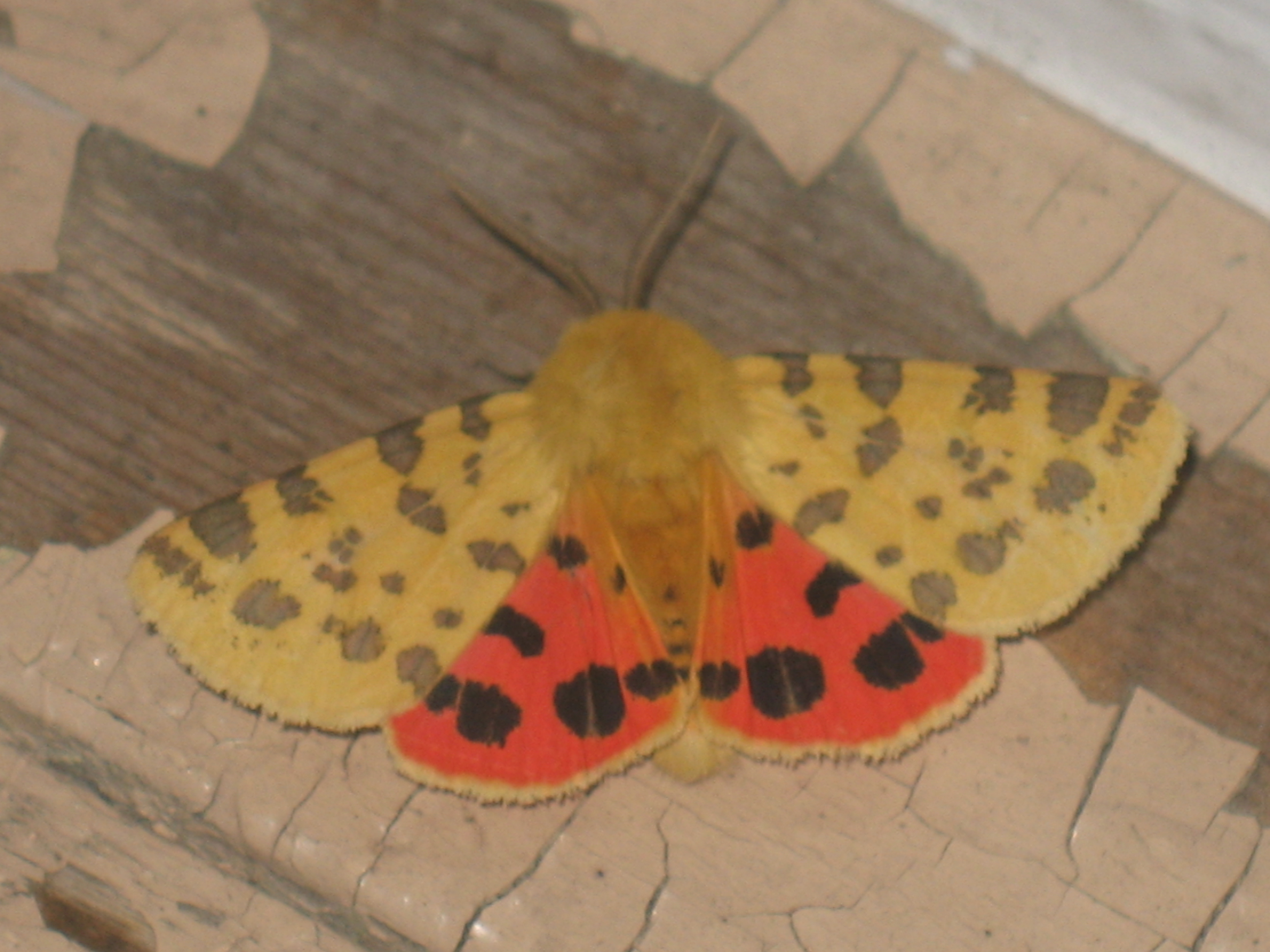
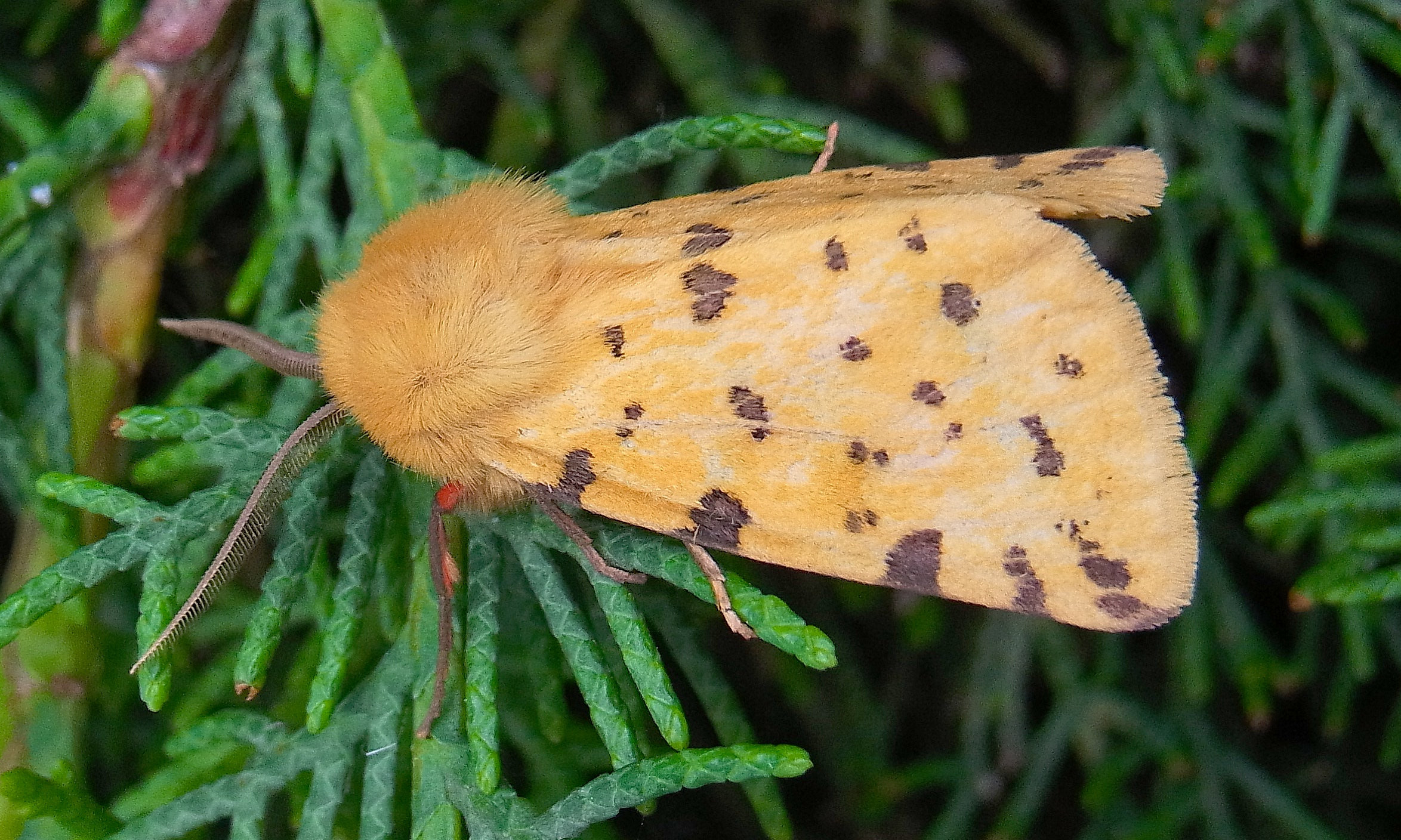
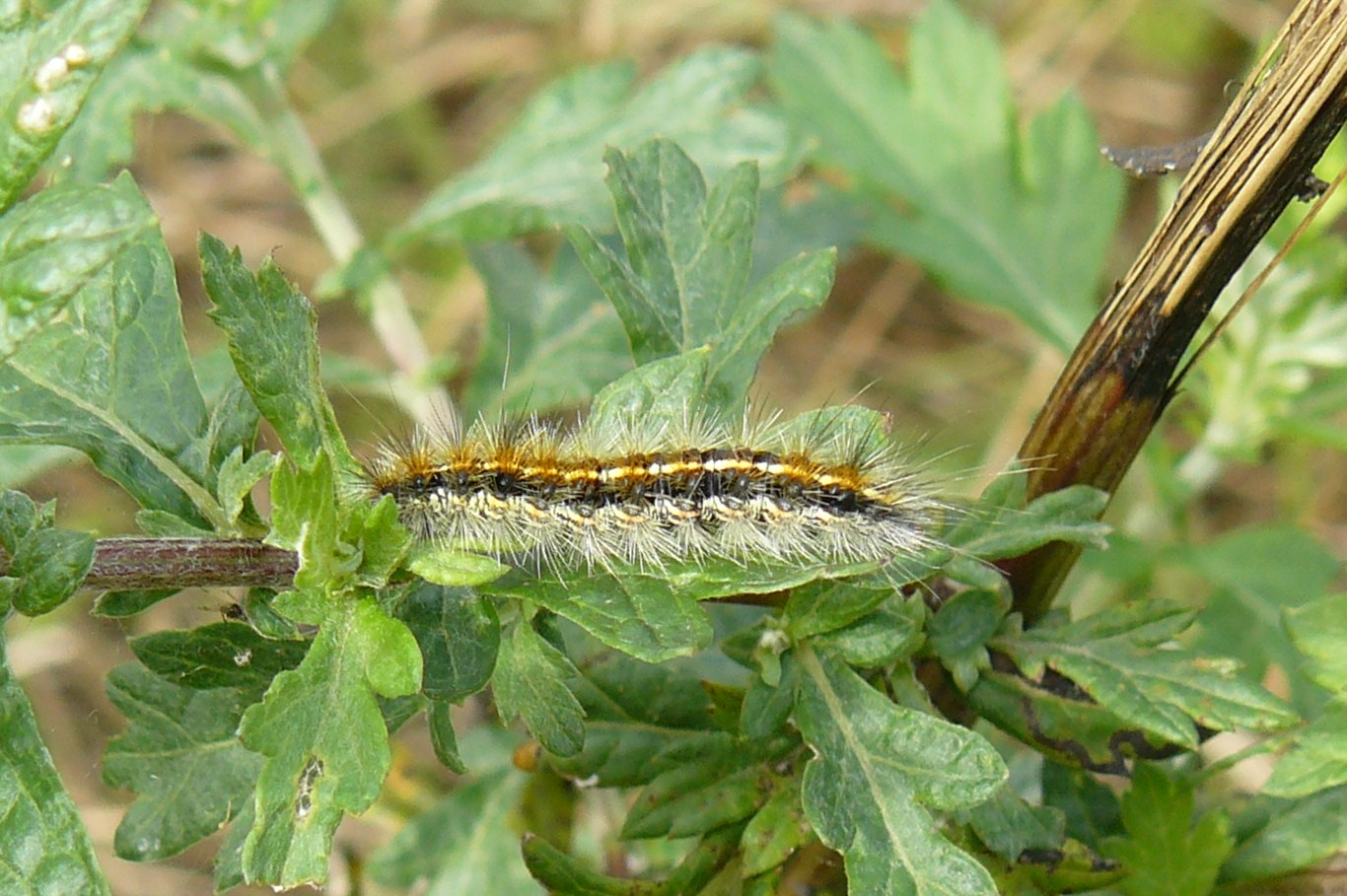

Magyarországon nem védett.